# Hälsingegårdar (världsarv)
Världsarvet Hälsingegårdar är ett världsarv instiftat den 1 juli 2012 som Sveriges femtonde på världsarvslistan och omfattar sju av totalt drygt tusen bevarade hälsingegårdar. Världsarvsgårdarna är uppförda under 1800-talet och anses enligt Riksantikvarieämbetet representera de mest välbevarade och representativa exemplen för byggnadstraditionen och dess kulturella särdrag.
Processen för att få hälsingegårdarna inskrivna som världsarv startade i mitten av 1990-talet. Den första nomineringen bestod av femton gårdar och miljöer som uppvisade en stor mångfald där bland annat hela bymiljöer och en fäbodvall ingick. Nomineringen möttes vid konferensen i Sevilla i juni 2009 av ett beslut om omarbetning där man efterlyste ett snävare urval, vilket ledde fram till det andra förslag som sedan instiftades som världsarv. I den andra nomineringen fanns ett större fokus på gårdarnas inredningsmåleri, vilket också avspeglas i världsarvets engelska namn Decorated farmhouses of Hälsingland.

## Världsarvsgårdarna
De sju gårdarna som utgör världsarvet täcker en area på 10 mil öst till väst och fem mil norr till söder i Hälsingland och finns i kommunerna Bollnäs, Ljusdal, Ovanåker och Söderhamn. En av gårdarna, Fågelsjö Gammelgård, ligger i Dalarna men tillhör Ljusdals kommun och har samma kulturella ursprung som de övriga Hälsingegårdarna. Fem av gårdarna var nominerade i bägge nomineringsomgångarna, medan Gästgivars och Fågelsjö Gammelgård var med först andra gången 2011.
| Bild | Namn                                         | Kort beskrivning |
| ---- | -------------------------------------------- | --- |
|      | Bommars i Letsbo nordväst om Ljusdal         | Gården anses representativ för hur de förmögnare bönderna i Ljusdal byggde sina gårdar på 1800-talet. Exteriören som tidigare var målad med slamfärg har lämnats att brännas mörkbrun av solen. Festsalen är dekorerad med en ovanlig kombination av dyr tapet och allmogemåleri. Gården är i privat ägo, men erbjuder visningar och andra evenemang sommartid. |
|      | Erik-Anders i Asta utanför Söderala          | Huvudbyggnaden är byggd i herrgårdsstil med en stor festsal på övervåningen. Vid restaureringen återskapades olika interiörer från fem skilda epoker. Den är öppen för besök på sommaren med besökscentrum, café och utställningar. |
|      | Fågelsjö Gammelgård i Fågelsjö väster om Los | Gården är från 1600-talet när invandrande finländare bosatte sig i området. 1800-talsbonden Jonas Olsson dokumenterade noggrant vad som hände på gården och den fick sedan stå orörd sedan 1910 innan den sista ägaren testamenterade den till kommunen. Gården är öppen för visning året runt.                                                                 |
|      | Gästgivars i Vallsta norr om Bollnäs         | Namnet kommer sig av att man på gården bedrev gästgiveriverksamhet på 1600- och 1700-talet. Hälsingemålaren Jonas Wallströms teknik för schablonmålade väggdekorationer som pryder festsalen fick spridning över Sverige. Gården håller öppet sommartid. |
|      | Jon-Lars i Långhed norr om Alfta             | Gården fick sitt namn efter 1600-talsbonden Jon Larsson och har nedärvts i samma familj sedan dess. Huvudbyggnaden är det största bevarade bostadshuset på någon hälsingegård. Jon-Lars visas endast efter förbokning. |
|      | Kristofers i Stene utanför Järvsö            | Gården är i privat ägo med ett aktivt jord- och skogsbruk. Den utmärker sig genom sina många rum med välbevarad interiör, målade av Vackre Anders. Gården visas endast efter förbokning. |
|      | Pallars i Långhed norr om Alfta              | Gården hör liksom Jon-Lars till de största av de drygt tusen hälsingegårdarna och har ärvts av samma familj sedan 1600-talet. Delar av interiören är dekorerad med dyrbart pigment av den så kallade "Blåmålaren". Pallars har bevarat byggnader från olika generationer med distinkta stildrag i gott skick. Gården visas endast efter förbokning.             |

## Världsarvskommitténs Motivering
| ” | De sju utvalda Hälsingegårdarna representerar en världsunik samling av mer än 1000 gårdar och ca 400 dekorerade rum på ursprunglig plats. Koncentrationen av välbevarade interiörer saknar motsvarighet. Gårdarna visar hur oberoende bönder inom ett geografiskt begränsat område kunde kombinera en högt utvecklad byggnadstradition med en rik folklig konst i form av dekorativt målade interiörer speciellt för fest. Gårdarna vittnar om en kultur som har försvunnit idag, men vars byggnader och interiörer med sina variationer, rikedom och kvalitet är exceptionellt väl bevarade och av enastående universellt värde. | „ |

## Nomineringsprocessen
Från och med mitten av 1990-talet samlades olika organisationer, Hälsinglands sex kommuner och några statliga myndigheter kring arbetet med att få med Hälsingegårdarna på Världsarvslistan. Frågan om vem som stod för det ursprungliga initiativet är omstridd, men 1994 formaliserades i alla fall processen genom att länsstyrelsens kulturmiljöenhet bestämde sig att driva frågan och ta upp den i sin verksamhetsplan för 1994/95. År 1997 började den tillförordnade arbetsgruppen Projekt Hälsingegårdar ett tvåårigt arbete med att förbereda inför en framtida nominering. Som en motpart till myndighetsprojektet samlades gårdsägarna 1998 i Föreningen Hälsingegårdar som skulle fortsätta verka fram till sin upplösning efter att nomineringen gått igenom. Samtidigt hade Stockholm valts till europeisk kulturhuvudstad år 1998 där Gävleborgs län gavs möjlighet att samverka och lyfta fram fem kulturella företeelser, varav hälsingegårdarna var en. Detta ökade begreppets spridning på ett tidigt stadium i världsarvsprocessen. År 1999 etablerades formell kontakt mellan länsstyrelsen och Riksantikvarieämbetet angående en framtida nominering.

### Den första nomineringen
Den första nomineringen kom att fokusera på hälsingegårdarna som jordbruks och produktionsmiljöer. De urvalskriterier som kom att åberopas i den första nomineringen var kriterium fyra och fem. Den 12 december 2005 sattes sjutton gårdsmiljöer upp på Sveriges lista över förslag till världsarv och under 2007 lämnades förslaget över till Unesco för godkännande. Den första nomineringen togs upp vid världsarvskommitténs 33:e möte i Sevilla i juni 2009. Vid mötet avslogs nomineringen genom ett defer-beslut, vilket innebar att förslaget behövde omarbetas från grunden innan det kunde accepteras av kommittén. Ett skäl till avslaget var att gårdarna inte ansågs tillräckligt unika jämfört med annan nordeuropeisk träarkitektur. Avslaget efterlyste ett snävare urval av hälsingegårdar som särskilt utmärkte sig som representanter för den dekorationstradition och den jordbruksmiljö som var gällande under 1800-tal och sent 1700-tal.  Man önskade även en mer genomgående analys av vad som gjorde att de kvarvarande gårdarna utmärkte sig således och handlingsplaner för hur de kunde skyddas och bevaras. Avslaget grundade sig till stora delar på den rapport som ICOMOS representant hade sammanställt under den inventering inför mötet som genomförts 2008.
Martin Paju påpekar samtidigt i sin avhandling att nomineringen var nära att gå igenom, men att det generellt från ICOMOS sida har funnits en viss skepsis kring så kallade serienomineringar utan ett tydligt sammanhängande narrativ. När bland annat flera afrikanska länder trots allt ställde sig positiva till att instifta ett världsarv valde man i samförstånd, på initiativ av de svenska förvaltningsmyndigheterna, att landa i ett defer-beslut hellre än att instifta baserat på ett underlag som kritiserats av sakkunniga.
Utöver de sju gårdar som idag utgör världsarvet var elva lantbruksmiljöer eller gårdar med i den första nomineringsomgången. Den ursprungliga nomineringen inkluderade även Asta by som helhet. Där hade man utöver Erik-Anders lyft fram Västergården som ett illustrativt exempel på stilförändringar inom 1800-talets dalmåleri i Hälsingland. Dessa gårdar och miljöer åternominerades inte i den andra omgången efter att man hade bytt fokus och upptogs inte heller som delar i världsarvet.
- Västerby i Rengsjö öster om Bollnäs – tre gårdar som speglar 1800-talets inredningskultur, av vilka två utgör ett hembygdsmuseum[27]
- Trolldalen och Växbo kvarn i Växbo nordöst om Bollnäs – byggnadsmiljö som skildrar den i landskapet på 1800-talet allt mer mekaniserade linhanteringen och beredningen[27]
- Hillsta-Trogsta nära Forsa väster om Hudiksvall – glest bebyggd bymiljö med flera hälsingegårdar, av vilka museimiljön Ystegården och den privatägda Byströms är särskilt välbevarade exempel[27]
- Norrgården i Flatmo norr om Forsa – en trebyggd gård med väldekorerade rum inredda för fest, med en stor festsal på ladugårdens övervåning vilket är en unik företeelse[27]
- Delsbobygden och kulturreservatet Västeräng i Delsbo – en stor ansamling av gårdar, med den påkostade Ol-Ers och Delsbo forngård med sina 1700-talsmålerier som framstående exempel[27]
- Karls i Bondarv söder om Järvsö – en hälsingegård i 1700-talsstil med låga tätt samlade byggnader i välbevarat skick[26]
- Å by i Jättendal öster om Bergsjö – by som representerar det sena 1800-talets byggtradition i nordvästra Hälsingland, med privatägda Svens som den bäst bevarade gården[28]
- Ersk-Mats i Lindsjön nordväst om Hassela – en gammal gård i stort sett oförändrad sedan mitten av 1800-talet ursprungligen byggd av ättlingar till inflyttade finländare[28]
- Våsbo fäbodar i Ovanåkers kommun – en för landskapet typisk fäbodmiljö[28]
- Skommars och Tutabo i Grängsbo mellan Alfta och Edsbyn – två välbevarade sekelskiftesgårdar inspirerade av det sena 1800-talets arkitektur[28]
- Vängsbo by nordöst om Edsbyn – bymiljö med parstugor och vattendrivna linberedningsverk med Nygårds som den bäst bevarade gården[28]

### Hälsingegårdar – Världsarv och utveckling
Parallellt med nomineringsprocessen startades 2007 det lokala förankringsprojektet Hälsingegårdar – Världsarv och utveckling för att sprida information om hälsingegårdarna och förbereda för framtida världsarvsstatus. Det samlade representanter från de sex kommunerna, länsstyrelse, länsmuseet, LRF, Hälsinglands Turism, hembygdsförbundet och gårdsägarna. Projektet ledde bland annat till upprättandet av en gemensam hemsida, informationsmaterial och fem besökscenter i anslutning till bygden.

### Den andra nomineringen
Inför den andra nomineringen flyttades fokus från hälsingegårdarna som bärare av områdets ekonomiska och kulturella historia till ett mer utpräglat fokus på gårdarnas interiörmåleri och dekorationer som en unik och skyddsvärt kulturarv. I den processen togs Fågelsjö gammelgård och Gästgivars som båda begåvats med rikt interiörmåleri, nu upp på listan. Man valde att fokusera på tidsperioden från 1800 till 1870 som ansågs representera den mest framstående perioden för hälsingskt interiörmåleri. Den nya nomineringen tog fokus på kriterium fem och vid den uppföljande granskningen av ICOMOS konstaterades det nya urvalet leva upp till nomineringsstandard.
Den 26 januari 2011 lämnade Sveriges regering över nomineringhandlingarna till Unesco. Vid världsarvskommiténs möte i Sankt Petersburg den 1 juli 2012 blev Hälsingegårdar ett världsarv och Sveriges femtonde i ordningen. Den 25 maj 2013 hölls en ceremoni på Stenegård i Järvsö för att officiellt inviga världsarvet. Deltog gjorde bland annat Gävle symfoniorkester, länsantikvarien, kulturministern och landshövdingen.

## Galleri

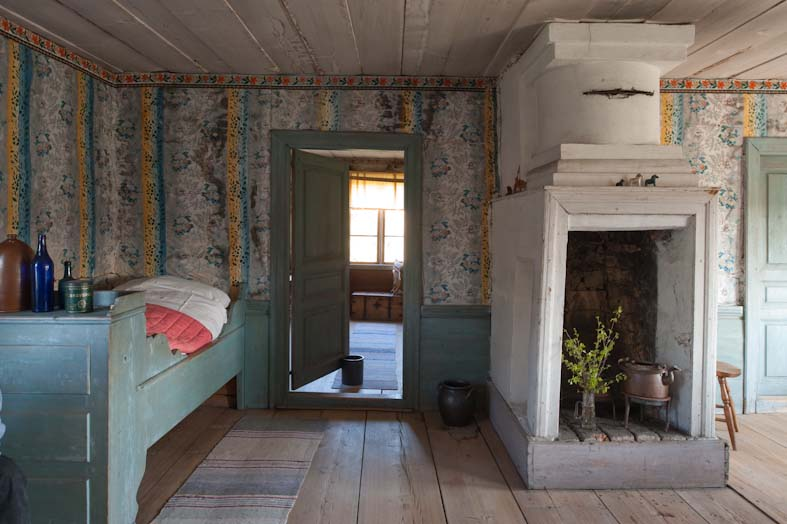
Festsalen på Bommars
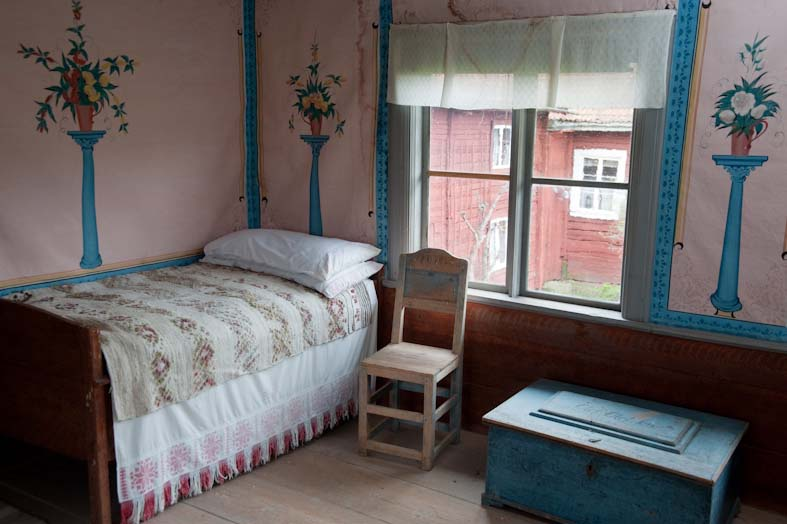
Dekorationsmåleri på Kristofers
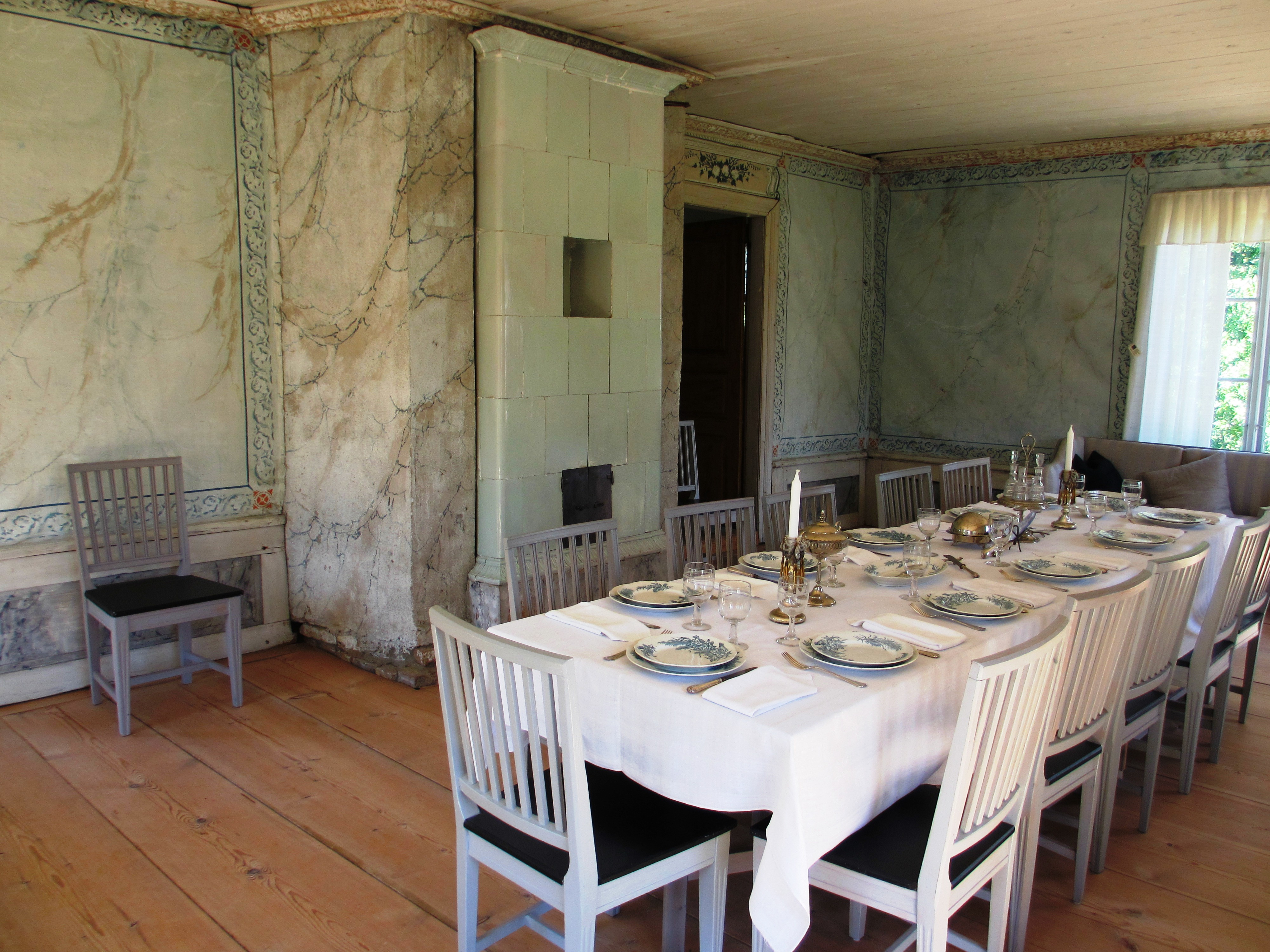
Festsalen på Erik-Anders
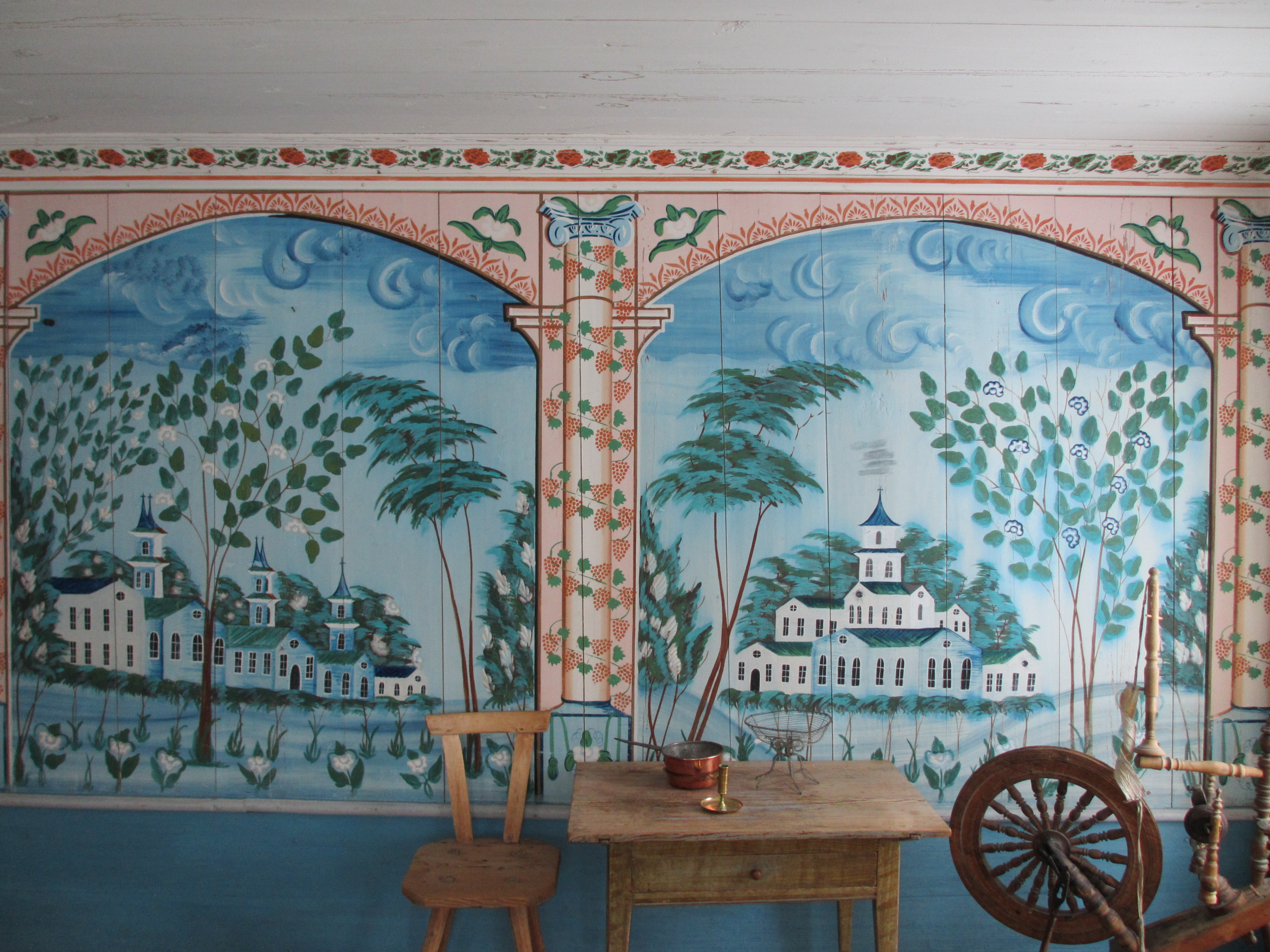
Rosa och blå kulörer i väggmålningar på Jon-Lars
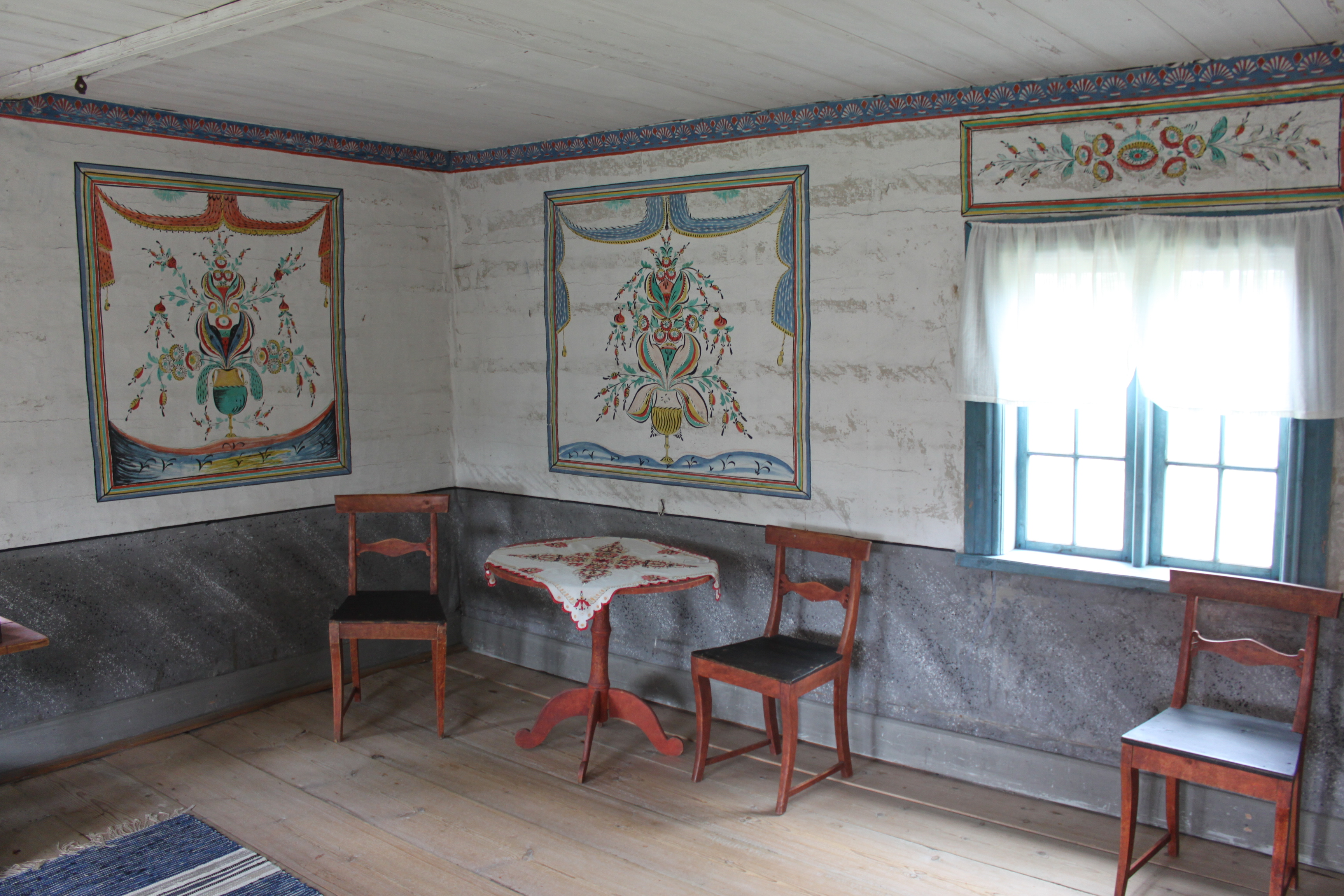
Väggdekorationer i festsalen på Fågelsjö Gammelgård
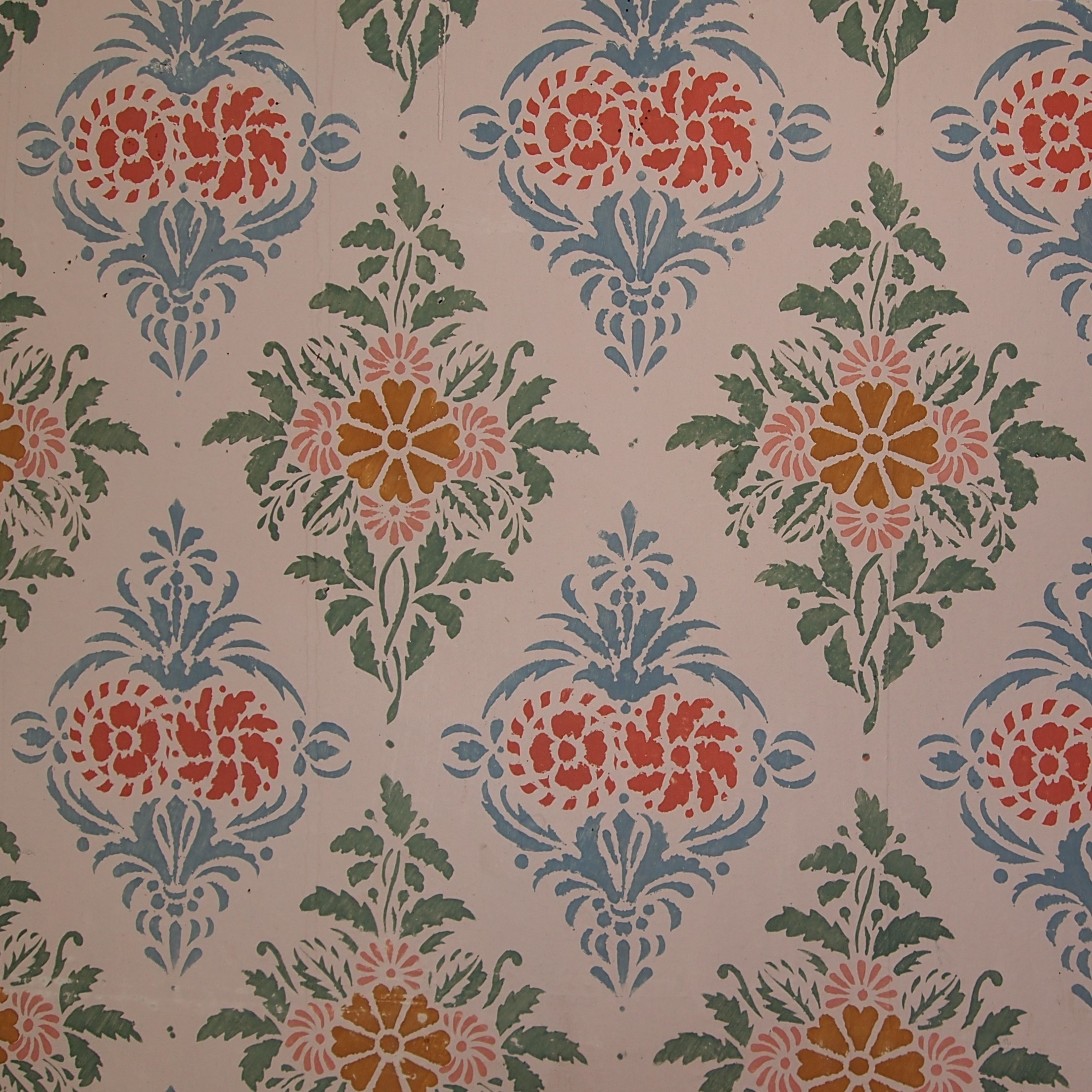
Schablonmålad väggdekoration på Gästgivars
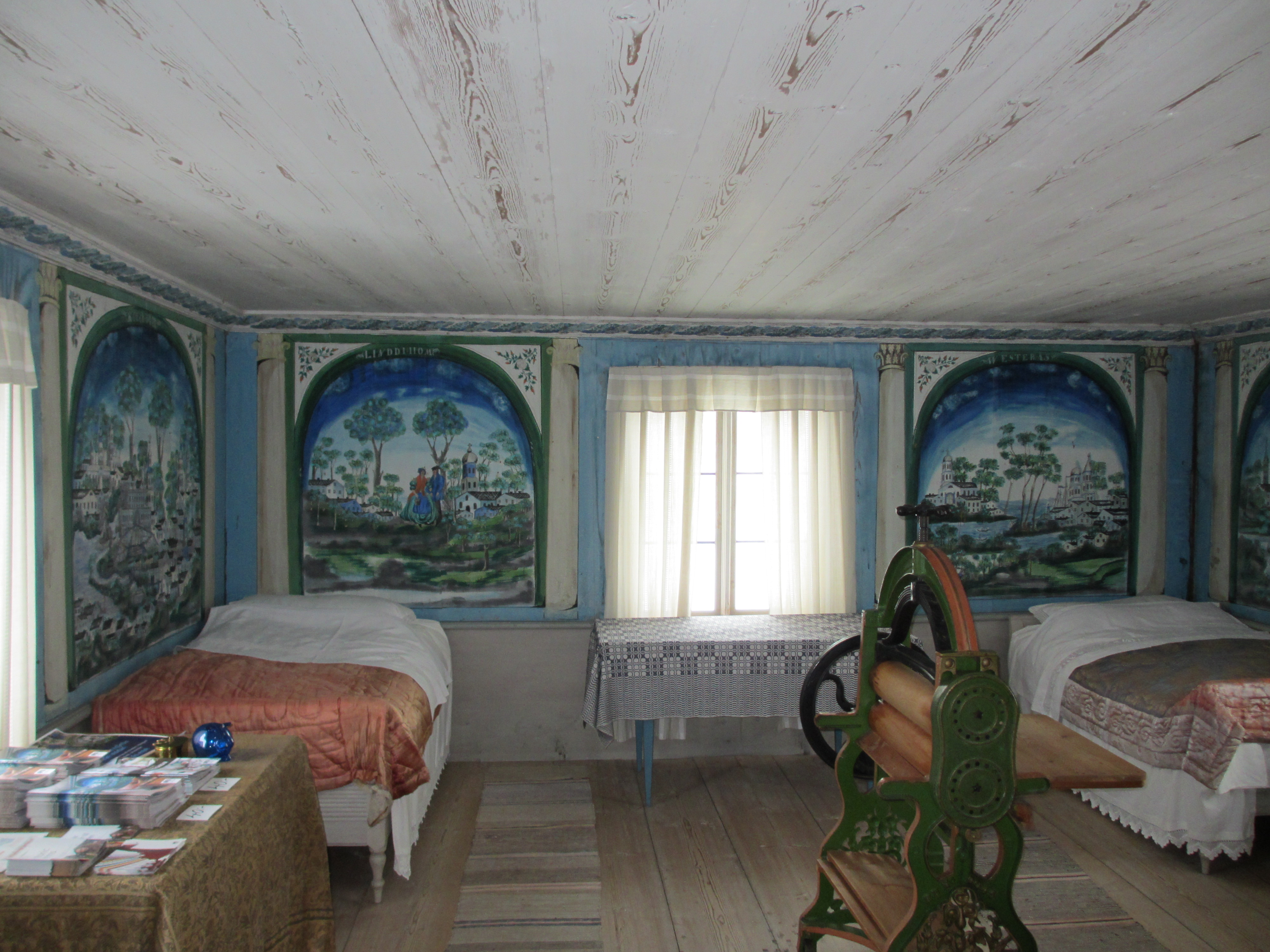
Sängstugan på Pallars